# Vucciria

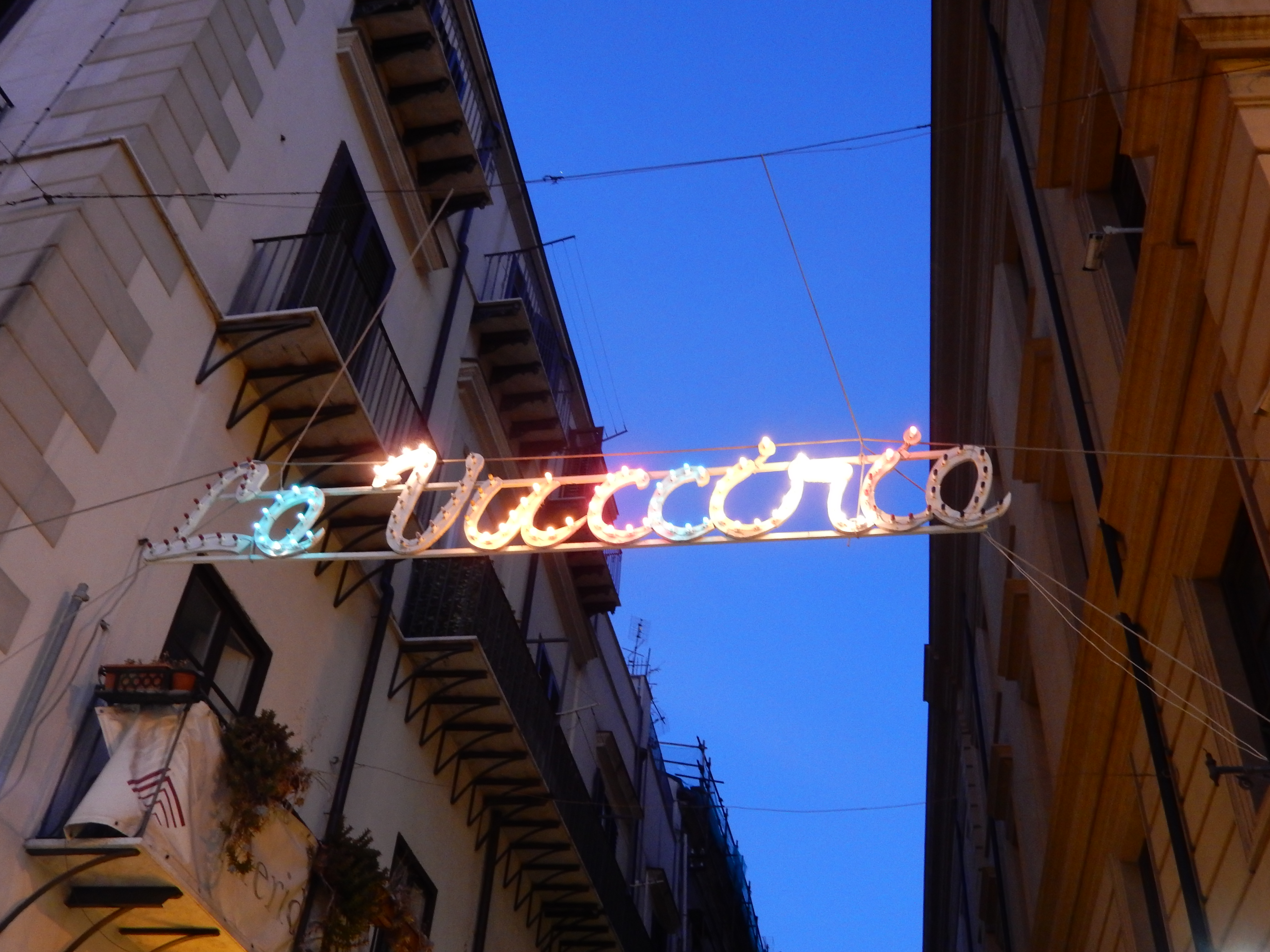
Leuchtschrift an der Discesa Maccheronai von der Piazza San Domenico aus.

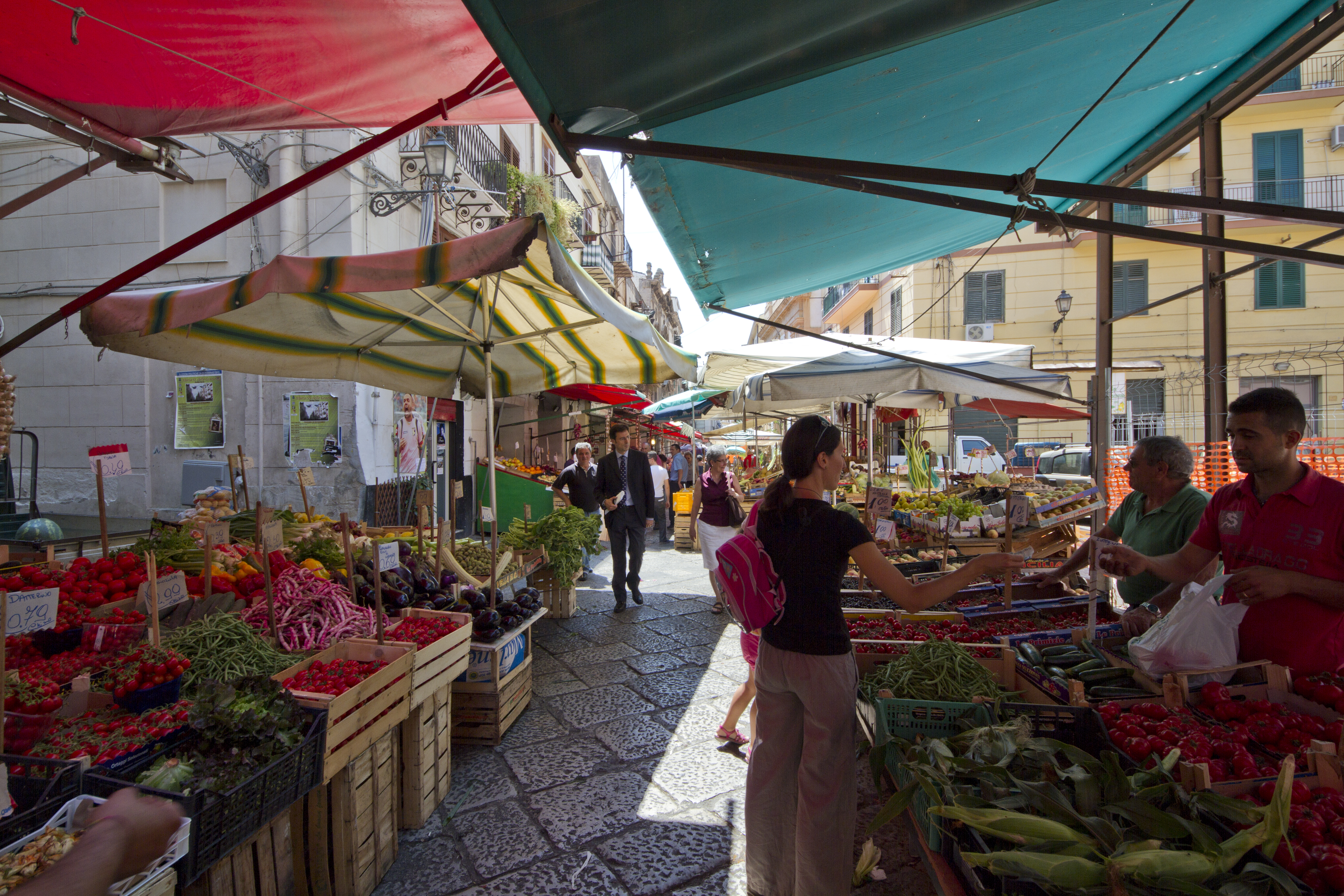
Mercato Vucciria 2017.

Vucciria ist einer der historischen Märkte und zugleich sein ältester im Stadtteil Castellammare in der Altstadt von Palermo. Er erstreckt sich von der Piazza Caracciolo und der Discesa Maccheronai nahe der Via Roma im Osten bis zum alten Hafen La Cala über die Via Argenteria nuova, die Piazza Garraffello und die Via Cassari.
Der Markt ist täglich vom späten Nachmittag bis in die tiefe Nacht geöffnet.

## Name
Der Name leitet sich aus der sechzehnjährigen Regentschaft Karls I. von Anjou ab, des einzigen Herrschers aus dem Haus Anjou auf der Insel Sizilien. Das Wort Vucciria ist dem Französischen Wort boucherie (Metzgerei) entlehnt. In dieser Zeit gab es einen Schlachthof, von dem das Fleisch geliefert wurde. Erst später kam der Verkauf von Fisch hinzu sowie das Angebot von Obst und Gemüse. Der Vuccèri ist in dem hiesigen Dialekt die übliche Bezeichnung für einen Metzger. Das Wort Vuccirìa wurde in Palermo mit der Bedeutung Verwirrung übertragen. Damit ist die „Verwirrung der Stimmen“ gemeint, die sich vor allem durch die charakteristischen Rufe der Händler gegenseitig überlagern.

## Zustand
Alle Zutaten für eine reiche Sizilianische Küche sind hier erhältlich. Der Markt zieht sich überwiegend durch enge Gassen. Farben, Gerüche und der Umgang mit Waren sind sehr intensiv. Die teils eng zusammenstehenden Gebäude lassen nur wenig Fläche für die Präsentation der Lebensmittel zu und ein Durchgang ist oft beschwerlich. Aber diese Beengtheit und Unmittelbarkeit mit Marktleuten und ihrer Ware sowie den anderen Marktbesuchern macht einen Großteil der Attraktivität dieses Marktes aus. Darüber hinaus sind auch Garküchen ansässig, die vor den Augen der Besucher Essen wie beispielsweise gegrillte Stigghiole und frittierte Panella zubereiten.
Während noch bis etwa 2010 ein ständiger Verfall von Palästen und Kunstdenkmälern zu beobachten war, hat seitdem ein Wandel eingesetzt und die Einwohner sind sich des Kulturwertes und der historischen Bedeutung bewusst. Exemplarisch sei die Restaurierung des Schutzpatrons der Stadt, Genio del Garaffo in seiner Ädikula auf der Piazza del Garraffo genannt, einer Marmorskulptur von 1483, die stark im Volksglauben verankert ist. Sie war stark von Umwelteinflüssen angegriffen und konnte 2013 saniert werden. Die Kosten in Höhe von 30.000 Euro wurden durch Spenden abgedeckt. Doch die Bewohner respektieren die Würde dieses Denkmales nicht und stellen trotz Verbotes ihr Fahrzeug und ihre Müllcontainer davor ab. Das Bewusstsein ist hier an Orten, wo Relikte des Altertums so eng zusammenliegen, immer noch nicht gut entwickelt.